# Fananu
Fananu (en inglés: Fananu Island) es una isla del atolón Nomwin, en las islas Hall. Administrativamente se ubica en el municipio de Fananu, distrito de Oksoritod, estado de Chuuk, en los Estados Federados de Micronesia.
Su población es de 402 habitantes. Tiene una superficie de 1 km². La tierra de Fananu es en su mayor parte plana, el punto más alto de la isla está a 12 m s. n. m. Mide 0,6 km de norte a sur y 1,3 km de este a oeste.